# Liste des préfets de la Côte-d'Or

Logo du préfet de la région Bourgogne-Franche-Comté

Liste des préfets du département français de la Côte-d'Or. 
Le préfet de la Côte-d'Or est aussi le préfet de la région Bourgogne devenu la région Bourgogne-Franche-Comté depuis le 1er janvier 2016.

## Liste des préfets

### Premier Empire (1800-1814)
| Période                           | Période                           | Identité                           | Fonction précédente                                       | Observation                                                                                           |
| --------------------------------- | --------------------------------- | ---------------------------------- | --------------------------------------------------------- | --- |
| 11 ventôse an VIII 2 mars 1800    | 15 pluviôse an XII 5 février 1804 | Toussaint Guiraudet                | Secrétaire général du Ministère des relations extérieures | Mort en fonction                                                                                      |
| 19 pluviôse an XII 9 février 1804 | 10 novembre 1807                  | Honoré Jean Riouffe                | Membre du tribunat                                        | Nommé préfet de la Vienne non-acceptant pour raison de santé Nommé préfet de la Meurthe en 1808       |
| 10 novembre 1807                  | 18 février 1809                   | Mathieu, comte Molé                | Commissaire au Sanhédrin                                  | Nommé Conseiller d’État Deviendra directeur général des Ponts et Chaussées et plusieurs fois ministre |
| 19 février 1809                   | 1er avril 1812                    | Jacques Félix Le Couteulx du Molay | Auditeur au conseil d'État                                | Mort en fonction                                                                                      |
| 1er mai 1812                      | 4 juin 1814                       | Timoléon, 9e duc de Cossé-Brissac  | Préfet de Marengo                                         | Devient Pair de France sous la Restauration                                                           |

### Premiere Restauration (1814-1815)
| Période      | Période      | Identité                     | Fonction précédente         | Observation                                                    |
| ------------ | ------------ | ---------------------------- | --------------------------- | -------------------------------------------------------------- |
| 11 juin 1814 | 17 mars 1815 | Hippolyte Terray de Rozières | Émigré français (1790-1814) | Fuit Dijon aux Cent-Jours Nommé préfet de Loir-et-Cher en 1816 |

### Cents-Jours (1815)
| Période       | Période         | Identité                             | Fonction précédente                                 | Observation                              |
| ------------- | --------------- | ------------------------------------ | --------------------------------------------------- | ---------------------------------------- |
| 12 mars 1815  | 18 mars 1815    | Jean-Baptiste Petitot                |                                                     | En tant que préfet intérimaire           |
| 18 mars 1815  | 22 mars 1815    | Pierre Royer                         |                                                     | En tant que préfet intérimaire           |
| 22 mars 1815  | 14 avril 1815   | Maurice Duval                        | Préfet des Apennins (1810-1815)                     | Nommé préfet de l'Eure                   |
| 14 avril 1815 | 14 avril 1815   | Jacques-Fortunat Savoye-Rollin       | Préfet des Deux-Nèthes                              | Non acceptant. Devient député de l'Isère |
| 20 avril 1815 | 20 avril 1815   | Charles Maillard                     | Maître des requêtes au conseil d'État               | Non acceptant                            |
| 27 avril 1815 | 12 juillet 1815 | Joseph Legras, chevalier de Bercagny | Au service de Jérôme, roi de Westphalie (1808-1814) | Remplacé                                 |

### Seconde Restauration (1815-1830)
| Période         | Période         | Identité                                                   | Fonction précédente                                       | Observation                                                           |
| --------------- | --------------- | ---------------------------------------------------------- | --------------------------------------------------------- | --------------------------------------------------------------------- |
| 3 juillet 1815  | 12 juillet 1815 | Jean-Baptiste Petitot                                      |                                                           | En tant que préfet intérimaire                                        |
| 12 juillet 1815 | 31 janvier 1816 | Maxime de Choiseul d'Aillecourt                            | Préfet de l'Eure                                          | Nommé préfet de l'Oise                                                |
| 31 janvier 1816 | 19 février 1817 | Hervé Clérel, comte de Tocqueville                         | Préfet de l'Oise                                          | Père d’Alexis de Tocqueville Nommé préfet de la Moselle               |
| 19 février 1817 | 24 février 1819 | Paul Sabatier, baron Sabatier de Lachadenede               | Préfet de la Moselle                                      | Nommé préfet de la Charente-Inférieure                                |
| 24 février 1819 | 19 avril 1820   | Louis Stanislas, comte Girardin                            | Membre de la chambre des représentants (Seine-Inférieure) | Devient député de Seine-Inférieure                                    |
| 3 avril 1820    | 3 avril 1820    | Maxime de Choiseul d'Aillecourt                            | Préfet du Loiret                                          | Non acceptant pour raison de santé. Devient député de l'Orne en 1824. |
| 19 avril 1820   | 2 janvier 1823  | Nicolas Maximilien Sidoine, baron Séguier de Saint-Brisson | Préfet de la Meurthe                                      | Nommé préfet de l'Orne                                                |
| 2 janvier 1823  | 16 octobre 1829 | Joseph Charles André, marquis d’Arbaud-Jouques             | Préfet du Gard (1814-1817)                                | Nommé préfet des Bouches-du-Rhône                                     |
| 16 octobre 1829 | 14 août 1830    | Stanislas, baron Blocquel de Croix de Wismes               | Préfet de l'Isère                                         | Démissionnaire                                                        |

### Monarchie de Juillet (1830-1848)
| Période         | Période         | Identité                                                 | Fonction précédente                            | Observation                      |
| --------------- | --------------- | -------------------------------------------------------- | ---------------------------------------------- | -------------------------------- |
| 14 août 1830    | 7 mars 1831     | Viefville des Essarts                                    | Préfet du Mont-Blanc pendant le Premier Empire |                                  |
| 7 mars 1831     | 22 octobre 1831 | Louis-Philippe-Joseph Girod de Vienney, baron de Trémont | Préfet des Ardennes                            |                                  |
| 22 octobre 1831 | 5 juin 1840     | Achille Chaper                                           | Préfet du Gard                                 | Nommé préfet de Loire-Inférieure |
| 5 juin 1840     | 28 février 1848 | Claude-Élisabeth Nau de Champlouis, baron                | Préfet du Pas-de-Calais                        | Député des Vosges                |

### Deuxième République (1848-1851)
| Période         | Période         | Identité          | Fonction précédente                       | Observation |
| --------------- | --------------- | ----------------- | ----------------------------------------- | --- |
| 7 mars 1848     | 8 avril 1848    | James Demontry    |                                           | En tant que commissaire du gouvernement Chargé du maintien de l'ordre dans le Doubs et la Haute-Saône en avril |
| 8 avril 1848    | 2 mai 1848      | Jules Carion      | Sous-commissaire du gouvernement à Beaune | En tant que préfet intérimaire Nommé préfet de la Haute-Saône                                                  |
| 24 mai 1848     | 2 juin 1848     | Hector Carnot     |                                           | Nommé préfet du Doubs sans suite                                                                               |
| 2 mai 1848      | 15 juillet 1848 | Maximilien Morel  |                                           | En tant que commissaire extraordinaire du gouvernement provisoire                                              |
| 15 juillet 1848 | 10 janvier 1849 | Anselme Pétetin   | Commissaire du gouvernement du Jura       | Nommé préfet de la Haute-Saône                                                                                 |
| 10 janvier 1849 | 7 mars 1851     | Bonaventure Pagès | Préfet du Jura                            | Nommé préfet d'Ille-et-Vilaine                                                                                 |

### Second Empire (1851-1870)
| Période         | Période          | Identité                    | Fonction précédente      | Observation                                               |
| --------------- | ---------------- | --------------------------- | ------------------------ | --------------------------------------------------------- |
| 7 mars 1851     | 16 octobre 1865  | Jean de Bry                 | Préfet des Deux-Sèvres   | Nommé préfet honoraire                                    |
| 16 octobre 1865 | 14 mai 1868      | Louis Charles, baron Jeanin | Préfet de la Meurthe     | Petit-fils de Jacques-Louis David Nommé conseiller d'Etat |
| 16 mai 1868     | 23 octobre 1869  | Moraud, comte de Callac     | Préfet de la Nièvre      | Nommé préfet d'Ille-et-Vilaine                            |
| 23 octobre 1869 | 4 septembre 1870 | Julien Lefebvre             | Préfet d'Ille-et-Vilaine | Se réfugie en Angleterre à la révolution                  |

### Troisième République (1870-1940)
| Période           | Période           | Identité                        | Fonction précédente                                 | Observation |
| ----------------- | ----------------- | ------------------------------- | --------------------------------------------------- | --- |
| 4 septembre 1870  | 2 mars 1871       | Louis François d’Azincourt      | Avocat à la cour d'appel                            | Administrateur provisoire. Prisonnier le 1er novembre 1870, et délègue l'administration à Jean-François Luce                                   |
| 9 novembre 1870   | 23 mars 1871      | Jean François Luce-Villiard     |                                                     | En tant que préfet par intérim de Louis-François d'Azincourt, prisonnier des Allemands                                                         |
| 23 mars 1871      | 26 mai 1873       | Henry Raguet, comte de Brancion |                                                     | |
| 26 mai 1873       | 3 janvier 1875    | Léon Daunassans                 | Préfet de Tarn-et-Garonne                           | Nommé préfet de la Corse |
| 3 janvier 1875    | 13 avril 1876     | Albert Souvestre                | Préfet de la Corse                                  | Nommé préfet du Finistère |
| 13 avril 1876     | 19 mai 1877       | Prosper André                   | Préfet de l'Isère                                   | Nommé préfet d'Ille-et-Vilaine |
| 19 mai 1877       | 3 juillet 1877    | Pierre Pradelle                 | Préfet du Cher                                      | Disponibilité sur sa demande. Nommé préfet de l'Hérault                                                                                        |
| 3 juillet 1877    | 18 décembre 1877  | Arthur de Watrigant             | Sous-préfet de Vendôme pendant le Second Empire     | Retraite pour infirmités |
| 18 décembre 1877  | 2 janvier 1888    | Francis Duval                   | Secrétaire général de la préfecture de la Côte-d'Or | Nommé directeur de l'administration départementale et communale                                                                                |
| 10 janvier 1888   | 3 novembre 1906   | Raymond Michel                  | Préfet de la Haute-Vienne                           | Retraite et préfet honoraire |
| 3 novembre 1906   | 4 février 1908    | Jean-Baptiste Phelut            | Préfet de la Corse                                  | Nommé préfet de l'Hérault |
| 4 février 1908    | 20 octobre 1911   | Edouard Briens                  | Préfet de l'Hérault                                 | Nommé préfet du Pas-de-Calais |
| 20 octobre 1911   | 22 janvier 1925   | Marius Baudard                  | Préfet du Jura                                      | Retraite et préfet honoraire |
| 22 janvier 1925   | 18 novembre 1925  | Adrien Zévort                   | Préfet de Tarn-et-Garonne                           | Nommé préfet de l'Eure |
| 18 novembre 1925  | 20 février 1929   | Alfrède Ferlet                  | Préfet d'Oran                                       | Retraite et préfet honoraire |
| 19 février 1929   | 19 septembre 1931 | Mario Paul Lafargue             | Préfet de la Mayenne                                | À la disposition du ministre de l'Intérieur |
| 19 septembre 1931 | 31 mai 1933       | Louis Callard                   | Préfet de l'Orne                                    | Retraite sur sa demande et préfet honoraire |
| 29 avril 1933     | 21 septembre 1935 | Charles Bourrat                 | Préfet du Cher                                      | Nommé préfet d'Alger |
| 4 octobre 1935    | 31 mai 1938       | Jean Surchamp                   | Préfet de la Haute-Savoie                           | Nommé préfet des Basses-Pyrénées |
| 31 mai 1938       | 17 septembre 1940 | Charles Chevreux                | Préfet du Var                                       | Mise en disponibilité par le régime de Vichy Nommé préfet du Puy-de-Dôme en 1941 Chargé de mission au cabinet du général de Gaulle (1943-1944) |

### Régime de Vichy (1940-1944)
Pendant le régime de Vichy, le préfet de la Côte-d'Or est aussi préfet de la région de Dijon
| Période           | Période           | Identité           | Fonction précédente      | Observation                                             |
| ----------------- | ----------------- | ------------------ | ------------------------ | ------------------------------------------------------- |
| 21 septembre 1940 | 18 juillet 1941   | Alfred Hontebeyrie | Préfet du Doubs          |                                                         |
| 14 novembre 1941  | 6 juillet 1943    | Charles Donati     | Préfet d'Eure-et-Loir    | Nommé préfet de Maine-et-Loire et de la région d'Angers |
| août 1943         | 30 décembre 1943  | Jean Quenette      | Préfet d'Ille-et-Vilaine | Mis en disponibilité                                    |
| 24 janvier 1944   | 11 septembre 1944 | Georges Bernard    | Préfet de l'Orne         | Suspendu de ses fonctionns                              |

| Période | Période | Identité    | Fonction précédente | Observation |
| ------- | ------- | ----------- | ------------------- | ----------- |
| 1941    | 1942    | R. Grimaud  |                     |             |
| 1942    | 1943    | Henry Soum  |                     |             |
| 1943    | 1944    | J. Quenette |                     |             |
| 1943    | 1944    | A. Ytasse   |                     |             |
| 1944    | 1944    | Yves Gasne  |                     |             |

### GPRFet Quatrième République (1944-1958)
Entre 1949 et 1967, le préfet de la Côte d'Or est aussi préfet IGAME pour les départements de la 7e région militaire
| Période           | Période           | Identité            | Fonction précédente                                           | Observation                                                                                                  |
| ----------------- | ----------------- | ------------------- | ------------------------------------------------------------- | --- |
| juillet 1944      | 28 septembre 1944 | Marcel Lhuillier    | Conseiller municipal de Dijon                                 | Nommé préfet du Jura délégué dans les fonctions                                                              |
| 28 septembre 1944 | 23 octobre 1944   | Jean Mairey         | Professeur de lycée à Épinal, Dijon                           | En tant que commissaire de la République par intérim de la région de Dijon Nommé préfet de la Seine-Maritime |
| 23 octobre 1944   | 4 mai 1945        | Désiré Jouany       | Directeur régional de la famille et de la santé à Toulouse    | En tant que préfet délégué dans les fonctions. Nommé préfet de la Gironde délégué dans les fonctions         |
| 24 mai 1945       | 24 juillet 1946   | Jean Benedetti      | Déporté en Allemagne et interné à Flossenburg (Eisenberg)     | En tant que préfet délégué dans les fonctions Nommé préfet de l'Oise                                         |
| 24 juillet 1946   | 7 juillet 1949    | Henri Sarie         | Préfet du Var délégué dans les fonctions                      | Nommé préfet d'Oran                                                                                          |
| 7 juillet 1949    | 15 décembre 1954  | Raymond Haas-Picard | Directeur de cabinet du ministre Jules Moch                   | Nommé préfet des Bouches-du-Rhône IGAME pour les départements de la 9e région militaire                      |
| 15 décembre 1954  | 25 novembre 1959  | Roger Moris         | Préfet IGAME pour les départements de la 1re région militaire | Nommé secrétaire générale aux affaires algériennes                                                           |

### Cinquième République (depuis 1958)
Entre 1949 et 1967, le préfet de la Côte d'Or est aussi préfet IGAME pour les départements de la 7e région militaire.
Entre 1967 et 2016, le préfet est ensuite préfet de la région Bourgogne, et de la zone de défense Centre-Est.
Depuis 2016, le préfet de la Côte d'Or est préfet de la région Bourgogne-Franche-Comté.
| Période           | Période           | Identité                       | Fonction précédente                                                                    | Observation                                                                                    |
| ----------------- | ----------------- | ------------------------------ | -------------------------------------------------------------------------------------- | ---------------------------------------------------------------------------------------------- |
| 25 novembre 1959  | 24 août 1961      | Pierre Dumont                  | Préfet de la Loire                                                                     | Nommé préfet inspecteur général régional à Alger                                               |
| 24 août 1961      | 12 juillet 1967   | Jean Chapel                    | Préfet inspecteur général régional à Alger                                             | En tant que préfet coordonnateur de la région Bourgogne Nommé haut fonctionnaire de la défense |
| 12 juillet 1967   | 19 novembre 1973  | Pierre Moatti                  | Préfet des Alpes-Maritimes                                                             | Le préfet de la Côte-d'Or devient préfet de la région Bourgogne Obtient un congé spécial       |
| 19 novembre 1973  | 8 avril 1976      | Jean Deleplanque               | Chargé de mission au cabinet du ministre Raymond Marcellin                             | Nommé préfet de la région Lorraine et de la Moselle                                            |
| 2 avril 1976      | 8 février 1979    | Pierre Denizot                 | Préfet du Pas-de-Calais                                                                | Nommé conseiller d'état                                                                        |
| 2 avril 1979      | septembre 1981    | Yves Burgalat                  | Préfet de la région Corse et de la Corse du Sud                                        | Retraite                                                                                       |
| 9 septembre 1981  | 7 mai 1982        | Henri Gevrey                   | Préfet du Pas-de-Calais                                                                | Nommé préfet de la région Lorraine et de la Moselle                                            |
| 7 mai 1982        | 14 mars 1986      | Jean Pinel                     | Préfet de Meurthe-et-Moselle                                                           | Nommé conseiller d'État                                                                        |
| 13 mars 1986      | 17 octobre 1986   | Hubert Blanc                   | Haut-commissaire de la République en Nouvelle-Calédonie                                | Nommé directeur de cabinet du ministre de la défense André Giraud                              |
| 17 octobre 1986   | 9 novembre 1987   | Claudius Brosse                | Trésorier-payeur-général de l'Aisne                                                    | Nommé président de la mission interministérielle de lutte contre la toxicomanie                |
| 1987              | 11 janvier 1990   | Édouard Lacroix                |                                                                                        | Nommé préfet de la région Bretagne et d'Ille-et-Vilaine                                        |
| 11 janvier 1990,  | 12 juin 1991      | Gérard Cureau                  | Directeur général de l'administration                                                  | Nommé préfet hors cadre                                                                        |
| 13 juin 1991      | 24 juin 1993      | Georges Peyronne               | Préfet de la région Franche-Comté et du Doubs                                          | Nommé préfet de la région Lorraine et de la Moselle                                            |
| 24 juin 1993      | 24 mai 1995       | Michel Besse                   | Préfet de la région Basse-Normandie et du Calvados                                     | Nommé préfet hors cadre                                                                        |
| 14 juin 1995      | 27 mars 1997      | Jacques Barel                  |                                                                                        | Nommé préfet de la région Centre et du Loiret                                                  |
| 27 mars 1997      | 1998              | Pierre Steinmetz               |                                                                                        | Nommé préfet de la Vienne                                                                      |
| 20 août 1998      | 2001              | François Lépine                | Préfet de la région Haute-Normandie et de la Seine-Maritime                            |                                                                                                |
| 2001              | 25 juin 2002      | Bernard Hagelsteen             |                                                                                        | Nommé préfet de la région Lorraine et de la Moselle                                            |
| 25 juin 2002      | 9 juillet 2004    | Daniel Cadoux                  | Préfet de la région Picardie et de la Somme                                            | Nommé préfet de la région Haute-Normandie et de la Seine-Maritime                              |
| 9 juillet 2004    | 8 février 2007    | Paul Roncière                  | Préfet de la région Limousin et de la Haute-Vienne                                     | Nommé préfet hors cadre                                                                        |
| 8 février 2007    | 24 avril 2008     | Dominique Bur                  | Préfet de la région Limousin et de la Haute-Vienne                                     | Nommé préfet de la région Midi-Pyrenées et de la Haute-Garonne                                 |
| 16 mai 2008       | 25 novembre 2010  | Christian Galliard de Lavernée | Préfet des Yvelines                                                                    | Nommé préfet de la région Lorraine et de la Moselle                                            |
| 25 novembre 2010  | 16 novembre 2011  | Anne Boquet                    | Préfet des Yvelines                                                                    | Nommée, sur sa demande, préfète hors cadre                                                     |
| 16 novembre 2011  | 11 juin 2014      | Pascal Mailhos                 | Préfet du Finistère                                                                    | Nommé préfet de la région Midi-Pyrénées et de la Haute-Garonne                                 |
| 12 juin 2014      | 1er janvier 2016  | Éric Delzant (d)               |                                                                                        | Nommé président du Conseil supérieur de l'appui territorial et de l'évaluation                 |
| 1er janvier 2016  | 27 avril 2018     | Christiane Barret              | Préfète de la région Poitou-Charentes et de la Vienne                                  | Elle n'est pas nommée sur un poste suivant.                                                    |
| 27 avril 2018     | 23 août 2020      | Bernard Schmeltz               | Préfet de la région Corse et de la Corse-du-Sud                                        | Nommé membre du Conseil supérieur de l’appui territorial et de l’évaluation                    |
| 24 août 2020      | 25 septembre 2022 | Fabien Sudry                   | Préfet du Pas-de-Calais Observation= Nommé Conseiller d'État en service extraordinaire | -                                                                                              |
| 26 septembre 2022 | 21 septembre 2024 | Franck Robine                  |                                                                                        | nommé directeur du cabinet du ministre de l'intérieur                                          |
| 10 octobre 2024,  | En cours          | Paul Mourier (d)               | directeur général des services de la Métropole du Grand Paris                          |                                                                                                |